# Kotešica
Kotešica (em cirílico: Котешица) é uma vila da Sérvia localizada no município de Valjevo, pertencente ao distrito de Kolubara. A sua população era de 566 habitantes segundo o censo de 2011.

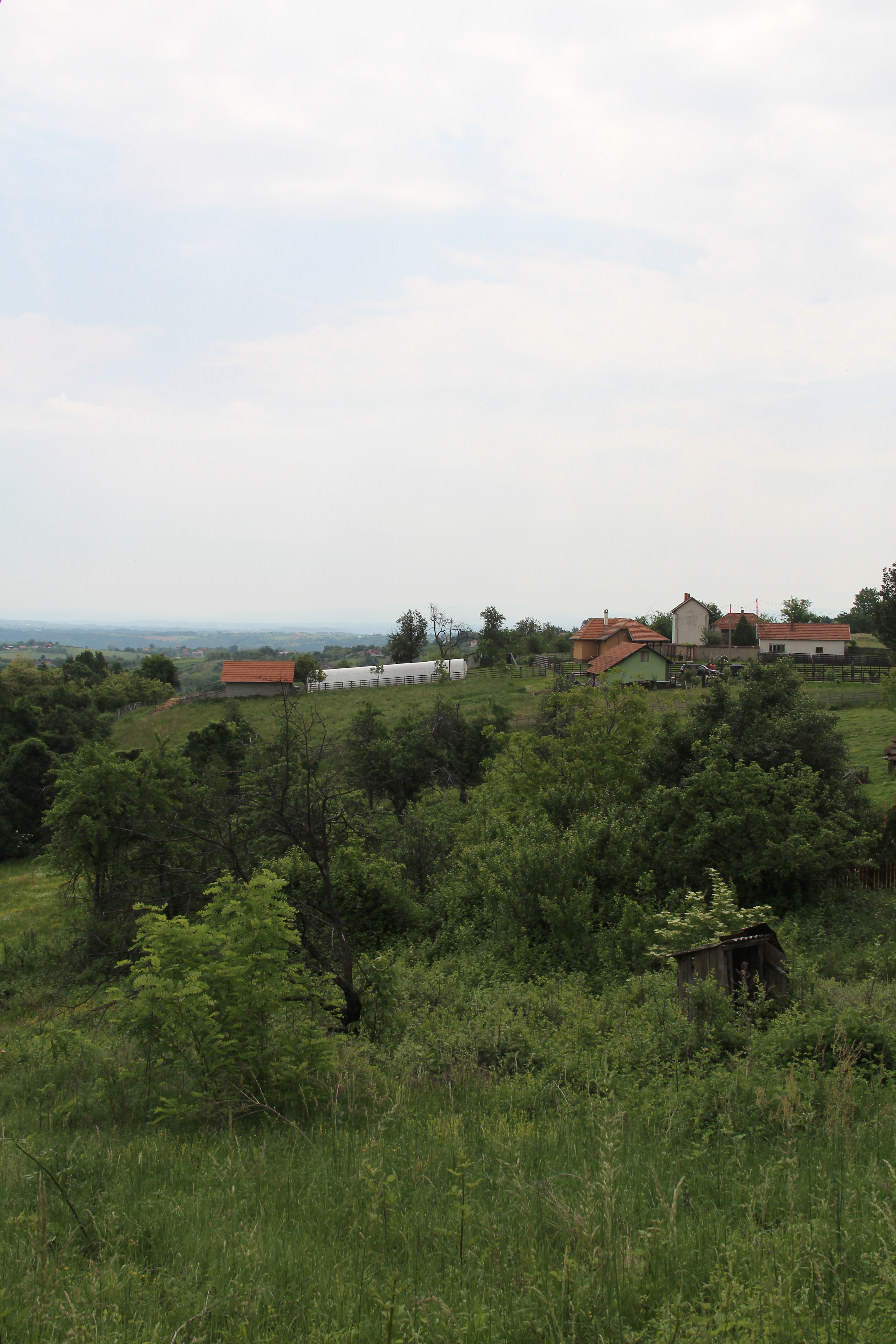
Kotesica - panorama
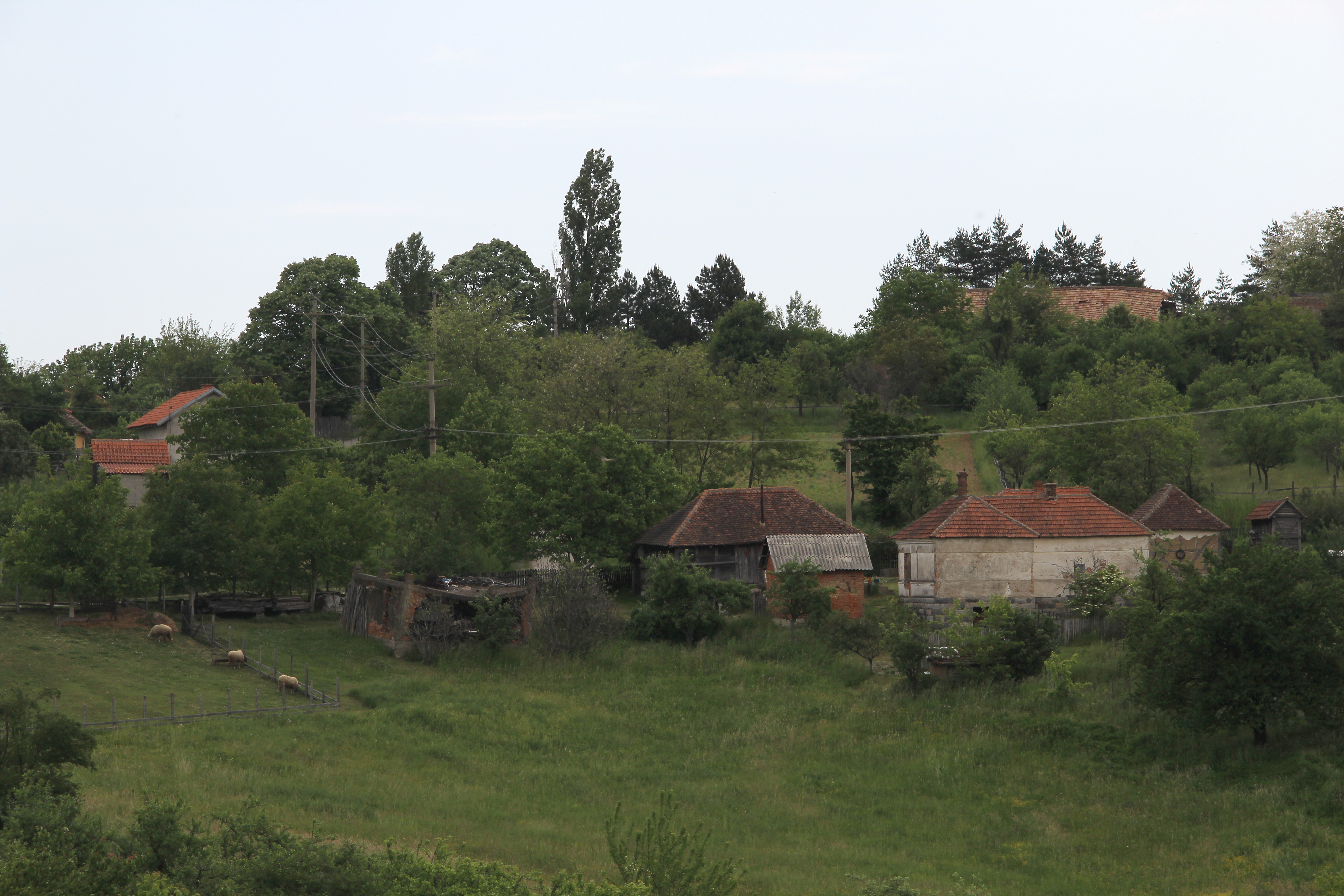
Kotesica - panorama
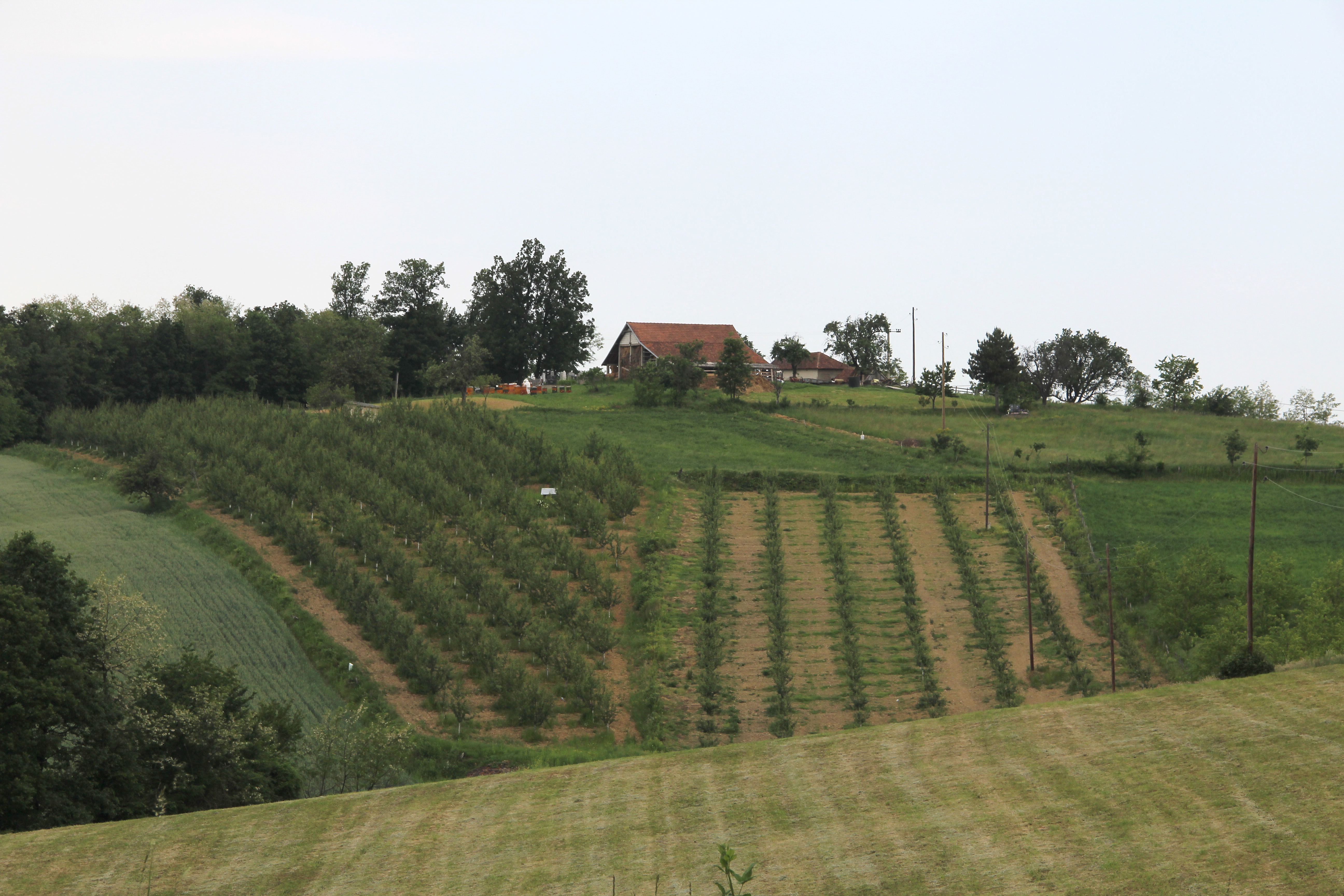
Kotesica - panorama
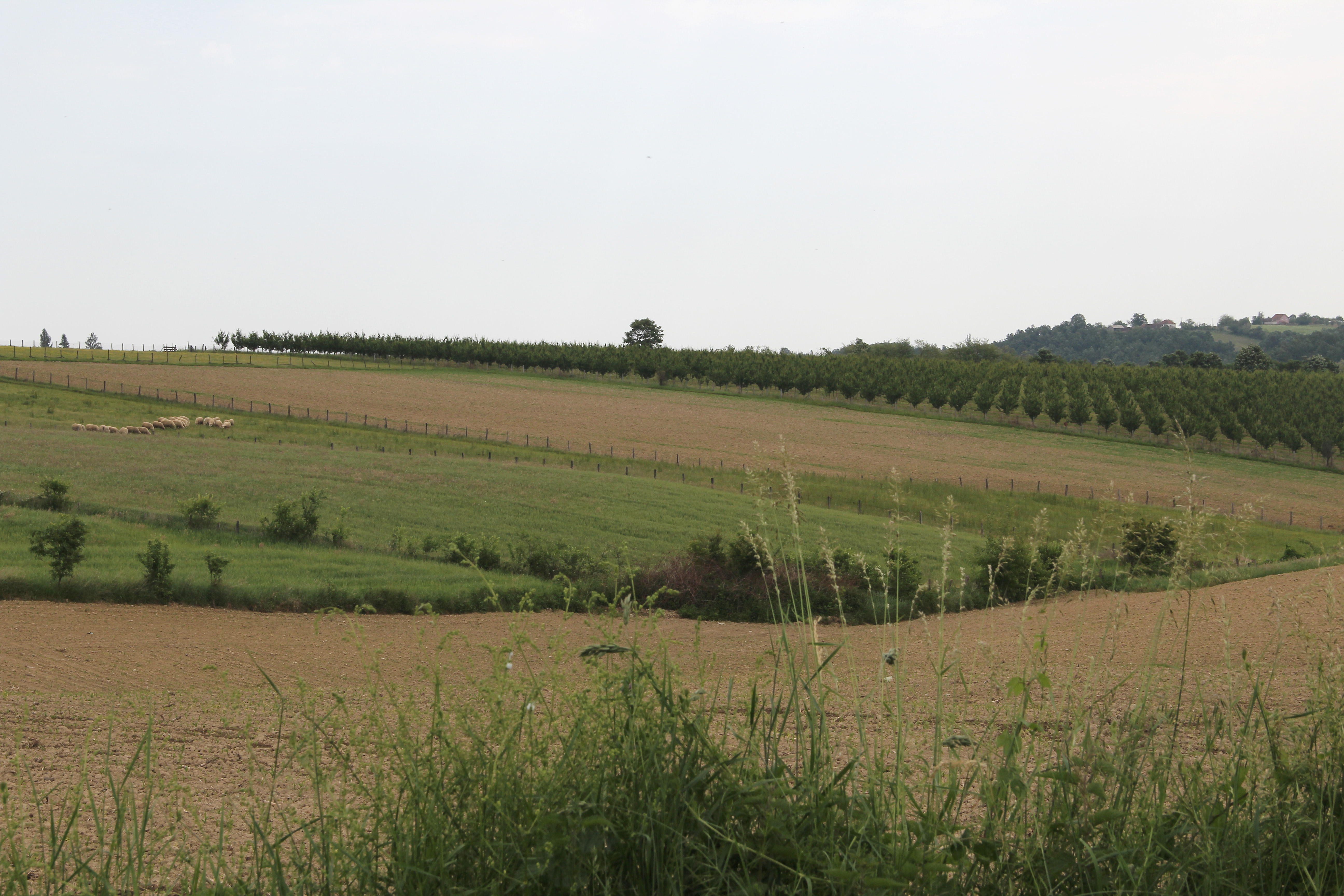
Kotesica - panorama
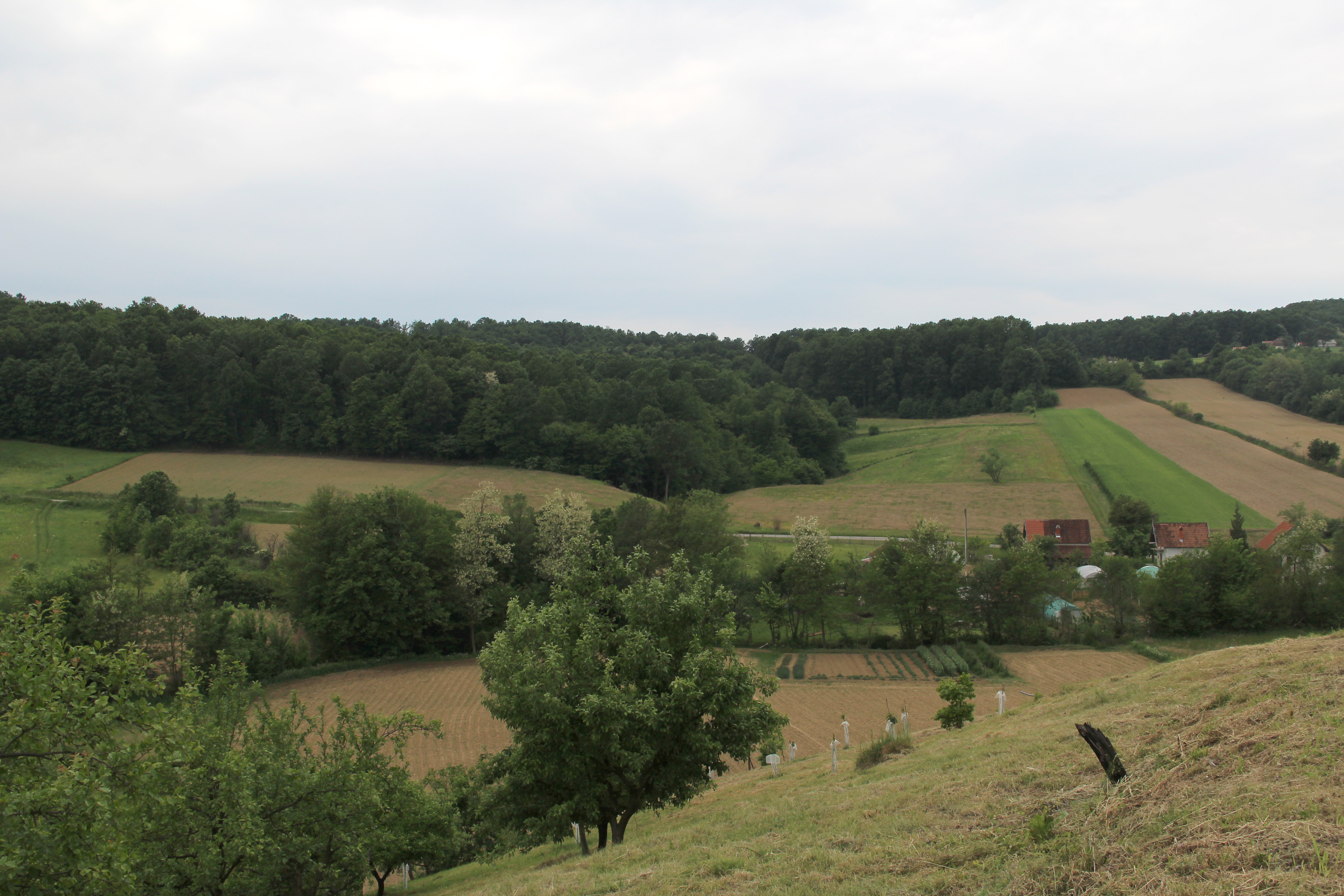
Kotesica - panorama
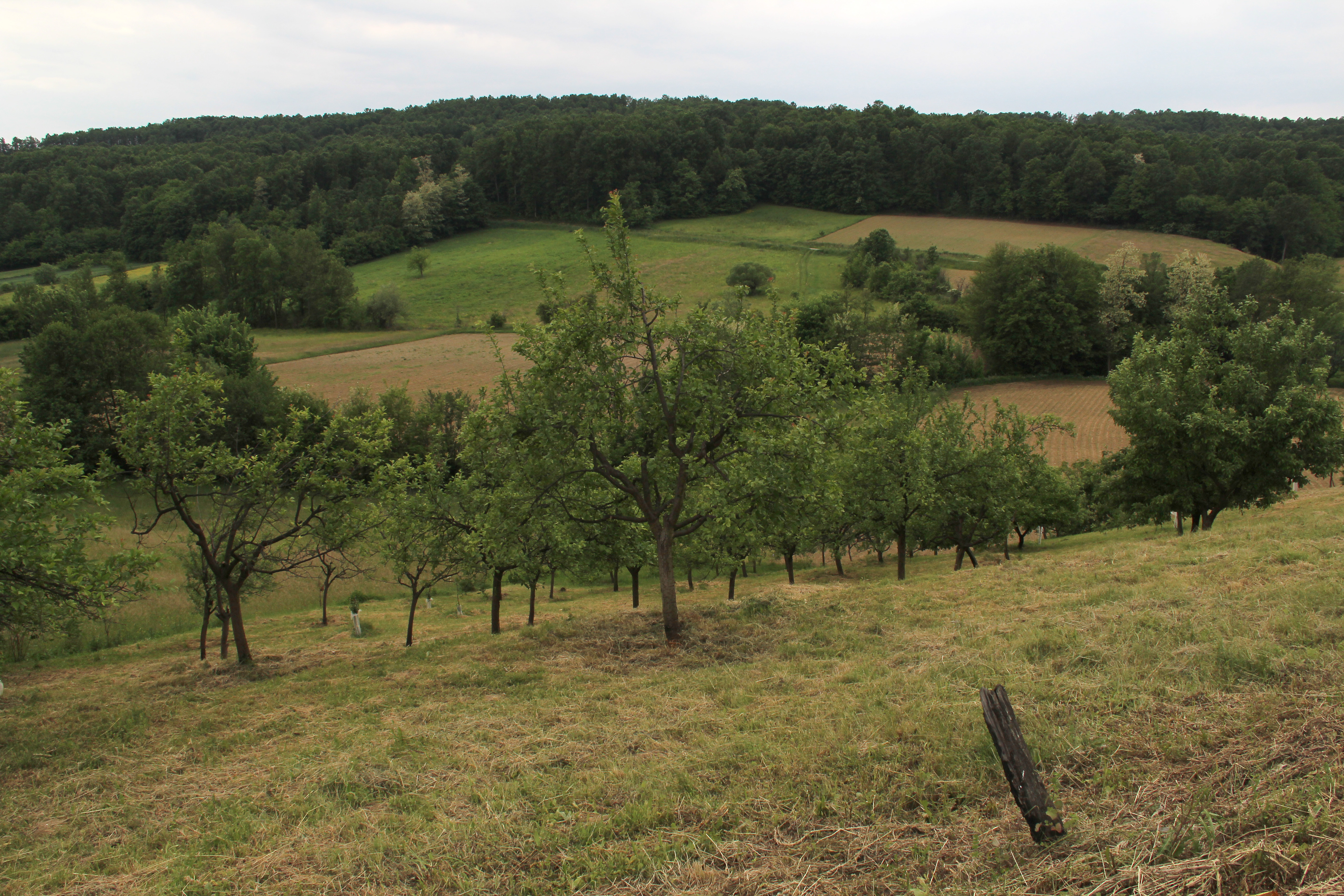
Kotesica - panorama
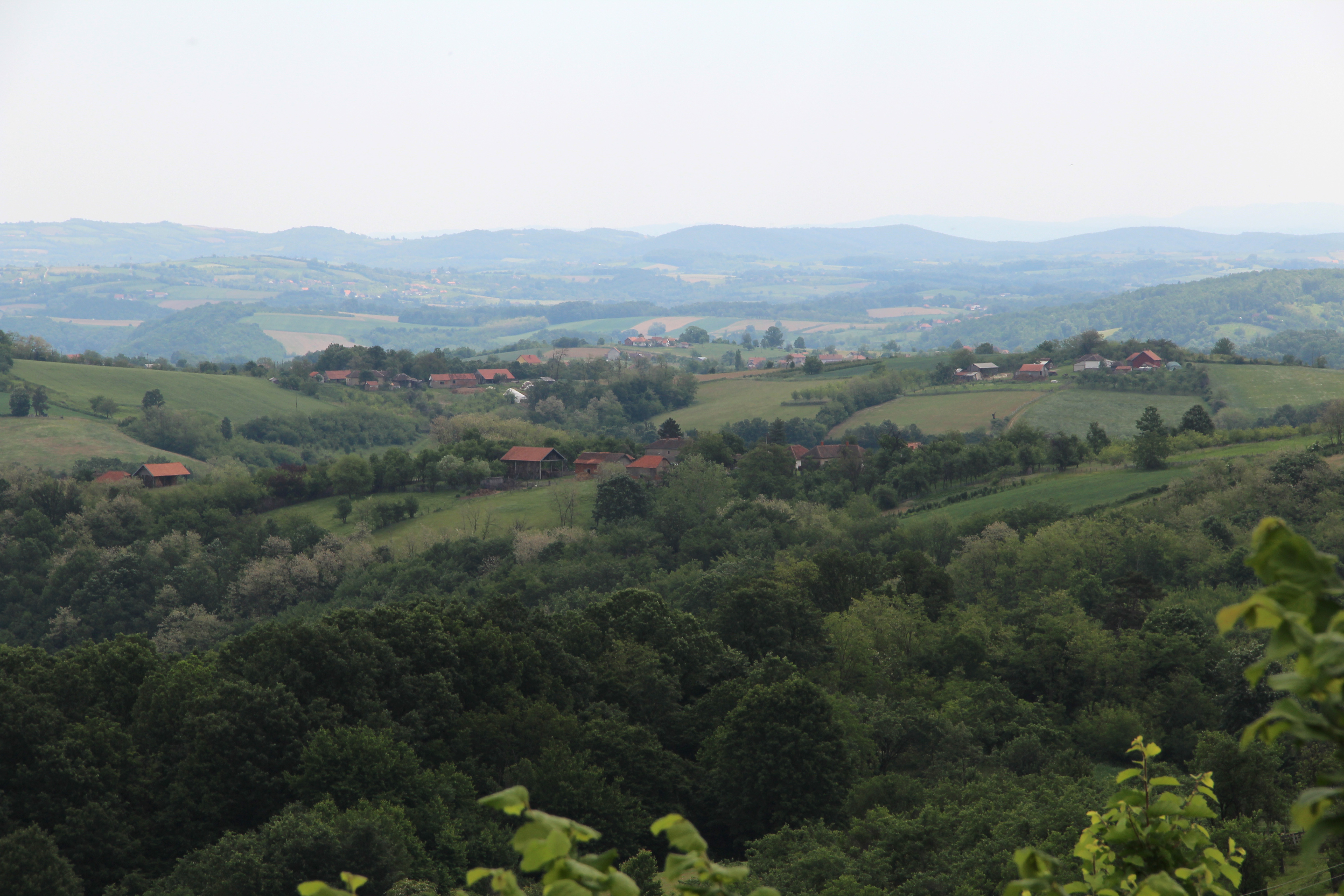
Kotesica - panorama

## Demografia
| 1948  | 1953  | 1961  | 1971  | 1981  | 1991 | 2002 | 2011 |
| ----- | ----- | ----- | ----- | ----- | ---- | ---- | ---- |
| 1 406 | 1 412 | 1 342 | 1 183 | 1 071 | 946  | 727  | 566  |